# Saint-Sernin (Ardèche)
Saint-Sernin é uma comuna francesa na região administrativa de Auvérnia-Ródano-Alpes, no departamento de Ardèche. Estende-se por uma área de 5,78 km², com 1 147 habitantes, segundo os censos de 1999, com uma densidade de 198 hab/km².